# Симферопольский художественный музей

Памятная доска на здании музея

Симферопольский художественный музей — один из старейших художественных музеев Крыма. Создан в 1922 году как картинная галерея Центрального музея Тавриды.
Здание музея, в прошлом принадлежавшее офицерскому собранию 51-го пехотного Литовского полка, является объектом культурного наследия народов России регионального значения и охраняется государством.

## История
В бывшем здании офицерского собрания в 1921 году был открыт Центральный музей Тавриды. На первом этаже находились отдел археологии и истории культуры, на втором с 1922 года — картинная галерея. Во флигеле помещался отдел революции.
В 1937 году Центральный музей Тавриды был переведен на улицу Пушкина, и в здании остались галерея и панорама «Штурм Перекопа» Н. С. Самокиша, изображавшая разгром Врангеля в Крыму.
Во время Великой Отечественной войны почти вся коллекция погибла при эвакуации через Керчь, сгорев в пакгаузе порта вовремя налёта Люфтваффе. Оккупанты превратили здание в вещевой склад. В декабре 1943 года члены Симферопольской подпольной комсомольской организации совершили налёт на склад. Они захватили и унесли оружие и несколько комплектов обмундирования, которые позволили в дальнейшем, переодевшись в немецкую форму, провести ряд диверсионных операций. Немецко-фашистские захватчики при отступлении в апреле 1944 года подожгли здание.
Галерея открылась после войны в 1947 году. Послевоенную коллекцию составили картины, присланные центральными музеями СССР.
В 1966 году Областная картинная галерея им. Айвазовского была переименована в Симферопольский художественный музей.
В выставочном комплексе музея (флигель во дворе), проходят биеннале молодых крымских художников и выставки живописи, графики, декоративно-прикладного искусства из фондов музея.

## Коллекция

### В годы социалистического строительства (1920—1941)
Собрание Центрального музея Тавриды составили национализированные произведения искусства, картины, скульптуры, старинный хрусталь, фарфор, ковры, антикварная мебель, из дворцов и имений Южного берега Крыма, преимущественно бывшая собственность царской семьи Романовых и высших должностных лиц Российской империи. Коллекция произведений западноевропейского искусства была одной из лучших в СССР, она ставила музей в один ряд с главными музеями страны.
В мае 1923 года газета «Красный Крым», описывая открытие экспозиции Центрального музея Тавриды, упоминает работы Г. Рени, К. Дольче, мраморный бюст работы итальянского скульптора XV века Верроккьо, отдельный раздел голландской живописи. В зале искусства XVIII—XIX столетий, наряду с «мраморной Марией Антуанеттой французского скульптора Гудона, была широко представлена русская живопись: К. Брюллов, Ф. Бруни, И. Айвазовский, И. Левитан, И. Шишкин».
Коллекция позже пополнялась за счёт поступлений из Третьяковской галереи, Русского музея. В 1927 году коллекция насчитывала уже 1871 экспонат.
Документы 1931 года, приказ по управлению искусств Крымской АССР от 21 декабря 1938 года, свидетельствуют о бесконтрольности музейных фондов в 1920-х и 1930-х годах, что приводило к хищениям музейных ценностей.
Панораму «Штурм Перекопа» было решено выставить в картинной галерее Симферополя. Открытие состоялось 12 июня 1940 года. Газета «Курортный Крым» от 13 августа 1940 года сообщала: «В двух этажах просторного здания выставлены полотна, отражающие эпизоды исторического решающего штурма последнего оплота белогвардейщины: основная картина „Штурм Турецкого вала“ и четыре диорамы: „Бой у села Отрада“, „Переход через Сиваш“, „Бой у Чонгарского моста“ и „Бой у Юшуни“. За два месяца выставку осмотрели 50.000 человек».

### В годы ВОВ (1941—1944)
По официальной версии, экспозиция Симферопольского музея, эвакуировавшаяся с территории Крыма, была разбомбилена немецкой авиацией на пирсе Керченского порта 27 октября 1941 года. Уцелело только 27 полотен из 2170 эвакуировавшихся экспонатов.
Существует версия «что на самом деле все эти экспонаты никуда из Крыма не вывозились, а акт об их гибели составлен фиктивно…». И уцелели только 50 картин и полторы сотни графических работ, которые на момент эвакуации экспонировались в Феодосийской картинной галерее Айвазовского.
Оккупанты вывезли из Крыма практически все художественные ценности. Для этого была создала специальная служба «Украина», которую возглавлял Георг Антон. В отчётах этой службы говорилось, что в будущем создание музея изобразительных искусств в Крыму не предполагается. Служба занималась «отбором» искусства, и многие работы европейских школ были заклеймены названием «дегенеративное искусство» и подверглись уничтожению.
Ларина Кудряшова, директор Симферопольского художественного музея в 2008 году отмечала:
Если сравнивать эту коллекцию с той, которая была у нас до войны и которая была уничтожена, то наша коллекция представляла намного большую ценность. Среди этих работ были признанные шедевры, известные мастера. А здесь уже работы второго-третьего ряда. Хотя это нисколько не умаляет их ценности.
Приблизительная стоимость только утраченного бюста работы итальянского скульптора XV века Верроккьо, учителя Леонардо да Винчи, оценивалась в 600 тыс. рублей.
Оккупационные войска вермахта в Симферополе подвергли разрушению здание музея, памятник архитектуры, построенный на средства царской династии. Здесь устроили склад, конюшню, мыловарню, используя в качестве топлива исторический паркет и антикварную мебель. При отступлении в апреле 1944 года фашистские войска демонтировали уникальную систему отопления, разработанную специально для этого здания, сняли чугунную ограду, сбили художественную лепку. При подходе советских войск подожгли музей.

### В послевоенный период (1944—1991)
После окончания войны в отношении Симферопольского художественного музея было издано специальное постановление Советского правительства о восстановлении экспозиции. Галерея была повторно открыта в 1947 году. Послевоенную коллекцию составили картины присланные центральными музеями СССР. В основном это были работы советских художников, в последующий период в музей поступали преимущественно работы украинских и крымских художников.

### Современная экспозиция
В настоящее время в фондах музея хранится около 7000 произведений живописи, графики, скульптуры и декоративно-прикладного искусства.
Экспозиция музея состоит из двух больших отделов — дореволюционного и советского искусства (зал искусства XX века).
В дореволюционном отделе экспонируются:
- иконы московской школы XVI—XVII вв.
- произведения русских и украинских мастеров XVIII — начала XX веков: О. А. Кипренский, В. Е. Маковский, Г. Г. Мясоедов, В. М. Васнецов, А. А. Саврасов, И. И. Левитан, М. А. Врубель.

В отделе советского искусства экспонируются эскизы М. Б. Грекова, картины Н. С. Самокиша, пейзажи К. Ф. Юона, И. Э. Грабаря, В. Н. Мешкова, В. Н. Бакшеева, портреты В. И. Мухиной, А. А. Дейнеки, натюрморты А. В. Куприна, К. С. Петрова-Водкина, П. П. Кончаловского, Р. Р. Фалька.
В 1990-е годы была создана отдельная экспозиция «Художники Украины» — работы Н. Мурашко, Н. Пимоненко, К. Трутовского, С. Васильковского, Т. Яблонской, Н. Глущенко.
В экспозиции «Крымское искусство XX века» — картины крымских художников К. Ф. Богаевского, М. А. Волошина, Н. Барсамова, И. Мозалевского, К. Дудченко, В. Трусова, В. А. Апановича, Н. Ф. Бортникова, Ю. В. Волкова, С. Г. Мамчича, К. А. Прохорова, П. К. Столяренко, М. Ф. Чухланцева, Э. Я. Магдесяна, В. И. Паталахи.
Наиболее значительные экспонаты музея представлены:
- портретами кисти Д. Г. Левицкого, В. А. Тропинина, А. Г. Венецианова, И. Е. Репина, Н. А. Ярошенко, Л. Бакста.
- пейзажами И. К. Айвазовского, И. И. Шишкина, А. О. Орловского, В. Д. Поленова.
- тематическими картинами Н. Н. Ге, П. А. Федотова, Н. Г. Черенова.

Ценнейший экспонат коллекции — работа А. И. Куинджи «Ночь на Днепре», оригинал которой находится в экспозиции Русского музея, а копии, выполненные им же, находятся в Третьяковской галерее и Симферопольском художественном музее.

#### Ахенская коллекция
Ахенская коллекция — 87 полотен европейских художников голландской, фламандской, немецкой, венецианской школ XVII—XIX вв. и старинные копии полотен Тициана и Ван Дейка из Ахенского музея Сюрмонда-Людвига (Suermondt-Ludwig-Museum).
После войны коллекцию полотен вывезли в СССР в качестве компенсации за уничтоженные немцами произведения искусства. Новую коллекцию симферопольского музея составили картины в основном из центральных музеев СССР, среди которых оказались картины из Ахенского музея. Решением советского правительства в 1953 году из Ялтинского краеведческого музея были переданы картины без рам, в плохом состоянии, на холстах были надрывы, проколы, следы воды и огня, в акте передачи большинство картин обозначены как работы неизвестных художников, с условными названиями. Коллекция была оценена в ценах 1953 года в размере 35 тысяч 965 рублей. Картины долгое время реставрировались, научные сотрудники музея проводили исследования по идентификации картин. Было выяснено, что большая часть экспозиции — это произведения малоизвестных художников. И лишь несколько работ — русского пейзажиста А. И. Куинджи и представителя голландского натюрморта Ван Скрика.
В Германии эти картины считались погибшими во время войны. В музее Ахена существует «галерея теней», галерея утраченных произведений искусства музея Ахена, в которой представлены репродукции картин, исчезнувших во время войны. В 2007 году семейная пара из Баварии посетила Симферопольский художественный музей; на одной из картин они увидели Ахенский собор и узнали картину по чёрно-белой репродукции в галерее теней.
Хайнрих Беккер, руководитель галереи утраченных произведений искусства музея Ахена:
— Супруги из Баварии узнали вот эту картину — Ахенский собор. Они написали нам и спросили — знаем ли мы, что работы, которые мы ищем, находятся в Симферополе. Мы сперва не поверили, тогда пара прислала нам фотографии этого и других полотен.
Всего из Ахенского музея было утеряно 279 картин, из которых 70 нашлось в Симферопольском художественном музее<.
Немецкая версия находки картин вызывает удивление украинских экспертов:
Поэтому у меня (Сергей Кот, руководитель Центра исследований проблем возврата и реституции культурных ценностей) вызывают некоторое удивление попытки немецких и вместе с ними некоторых украинских СМИ распространить версию о том, что об этой сенсации стало известно только осенью 2008 года от двух немецких туристов, которые сфотографировали эти картины и разместили фотографии в Интернете. Немецкой стороне было известно об этом гораздо раньше
В 2003 году Сергей Кот поднял вопрос о возможности пребывания картин из Ахенского музея на территории Украины. Архивные документы указывали на то, что на Украине — как минимум 28 произведений из ахенской коллекции. Дирекция музея Сюрмонда-Людвига были поставлена в известность о результатах исследований.
В 2007 году директор Симферопольского художественного музея Ларина Кудряшова провела параллельное исследование и определение подлинности и авторства художественных произведений всей коллекции, находящейся в фондах музея, и подготовила её к экспозиции. При этом в аннотации к произведениям было чётко указано, что 67 из них входили в довоенную коллекцию Ахенского музея.
Директор музея не исключает возможности временной экспозиции ахенских полотен в Германии, при условии получения от Германии государственных гарантий на их возвращение.

### После присоединения Крыма к Российской Федерации
Здание музея долгое время находилось в аварийном состоянии — текущая крыша и подвал, затапливаемый в осенне-весенний период, подземной рекой Казанкой. В 2017 году проводились первоочередные противоаварийные работы — ремонт крыши.
Здание Офицерского собрания с февраля 2024 года закрыто на реставрацию. Экспозиция музея разместиться на новой площадке по адресу ул. Одесская, 3а.